# Henri Philippe Marie d’Orléans

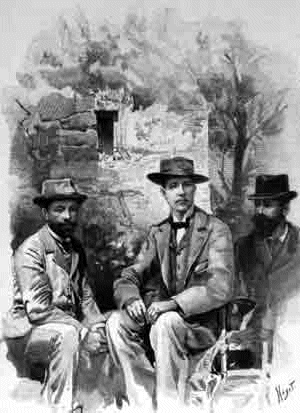
Gaston Vuillier:
"Henri d’Orléans, Emile Roux und M. Briffaut"

Henri Philippe Marie d’Orléans (* 16. Oktober 1867 in Morgan House, Ham, England; † 9. August 1901 in Saigon) war ein Franzose aus dem Haus Bourbon-Orléans, Forschungsreisender, Fotograf und Autor. Seine Reisen inspirierten ihn, sich gelegentlich der Malerei zu widmen. Seine Gemälde sind dem Orientalismus zuzuordnen.
Henri d’Orléans war der Sohn von Robert d’Orléans, duc de Chartres (1840–1910)
und dessen Gemahlin und Cousine Françoise Marie Amélie d'Orléans (1844–1925). Väterlicherseits war er Enkel des 1842 bei einem Kutschenunglück ums Leben gekommenen Thronfolgers Ferdinand Philippe d’Orléans, duc de Chartres (1810–1842), mütterlicherseits von dessen Bruder François d’Orléans, prince de Joinville (1818–1900), beides Söhne des im Jahr 1848 durch die Februarrevolution entmachteten und nach England vertriebenen Bürgerkönigs Louis-Philippe.

## Leben
Der Abenteurer und Jäger interessierte sich bereits sehr jung für ferne Länder und unternahm zahlreiche Expeditionen.

Henri Philippe Marie de Bourbon-Orléans

Vom Juli 1889 bis zum Jahr 1890 leitete er, im Alter von 21 Jahren, an der Seite des französischen Forschers Gabriel Bonvalot (1853–1933) eine von seinem Vater finanzierte Expedition nach Zentralasien, die ihn von Paris über Sibirien bis nach Tonkin brachte und der Erkundung des Nordens Tibets dienen sollte. Die Route führte von Semei in südlicher und südöstlicher Richtung, über das Tianshan-Hochgebirge, die Taklamakan-Wüste und Xinjiang. Im Norden von Lhasa scheiterte das Vorhaben der Forscher, so wie vor ihnen die Expeditionen von Huc und Gabet (1844), des russischen Obersten Przewalski (1879) und später jene von William Woodville Rockhill (1892). Tatsächlich erreichte in der zweiten Hälfte des 19. Jahrhunderts keiner der aus dem Okzident nach Lhasa aufgebrochenen Reisenden sein Ziel. Bonvalot und d’Orléans wurden in geringer Entfernung im Norden von Lhasa aufgehalten und gezwungen, die Rückkehr über Sichuan anzutreten. Bei dem Grenzort Manhao erreichte ihre Karawane das Tal des Roten Flusses, Ende September 1890 waren sie in Hanoi. Dort nahm d’Orléans, der unterwegs unzählige Fotos anfertigte, unter anderem freundschaftliche Beziehungen zu dem damals mit seiner Familie in Hanoi ansässigen französischen Fotografen Pierre-Marie Alexis Dieulefils (1862–1937) auf.
Die Fotos dienten nach der Rückkehr als Vorlagen für die Stiche zur Illustrierung des von Bonvalot verfassten, im Jahr 1892 bei Hachette erschienenen Reiseberichtes „De Paris à Tonkin à travers le Tibet inconnu“ (Von Paris nach Tonkin – durch das unbekannte Tibet).
Seine eigenen Erlebnisse schrieb Henri d’Orléans in seinem bekanntesten Buch „Autour du Tonkin“ nieder. Es erschien 1894 in Paris und stieß einerseits wegen der Uneigennützigkeit dieser Reise, andererseits aufgrund der darin geschilderten außergewöhnlichen Abenteuer auf so reges Interesse, dass die Publikation der englischen Übersetzung „Around Tonkin and Siam“ noch im gleichen Jahr in London erfolgte.
Im Jahr 1892 erforschte er den Osten Afrikas bis in das Gebiet von Harrar (Äthiopien), 1895 brach er erneut nach Zentralasien auf und im Jahr 1898 abermals nach Äthiopien, diesmal in Begleitung des Grafen Léontief.
Henri-Philippe d’Orléans starb im Jahr 1901 im Alter von 33 Jahren in Saigon an einem Leberleiden.

## Werk
- 1894: Henri d’Orléans: „Autour du Tonkin“, Calmann-Lévy, 1894, Paris.
- 1894: Henri d’Orléans, C.B. Pitmann (Übersetzung): „Around Tonkin and Siam“, Chapmann & Hall, 1894, London.